# Chonecolea ruwenzorensis
Chonecolea ruwenzorensis là một loài rêu trong họ Chonecoleaceae. Loài này được E.W. Jones mô tả khoa học đầu tiên năm 1985.